# Krankenhaus Düren
Das Krankenhaus Düren ist eins von vier Krankenhäusern in Düren. Es hat 449 Betten. Gesellschafter waren bis Februar 2023 je zur Hälfte die Stadt Düren und der Kreis Düren, seitdem gehört es zur Artemed Klinikgruppe.

## Geschichte

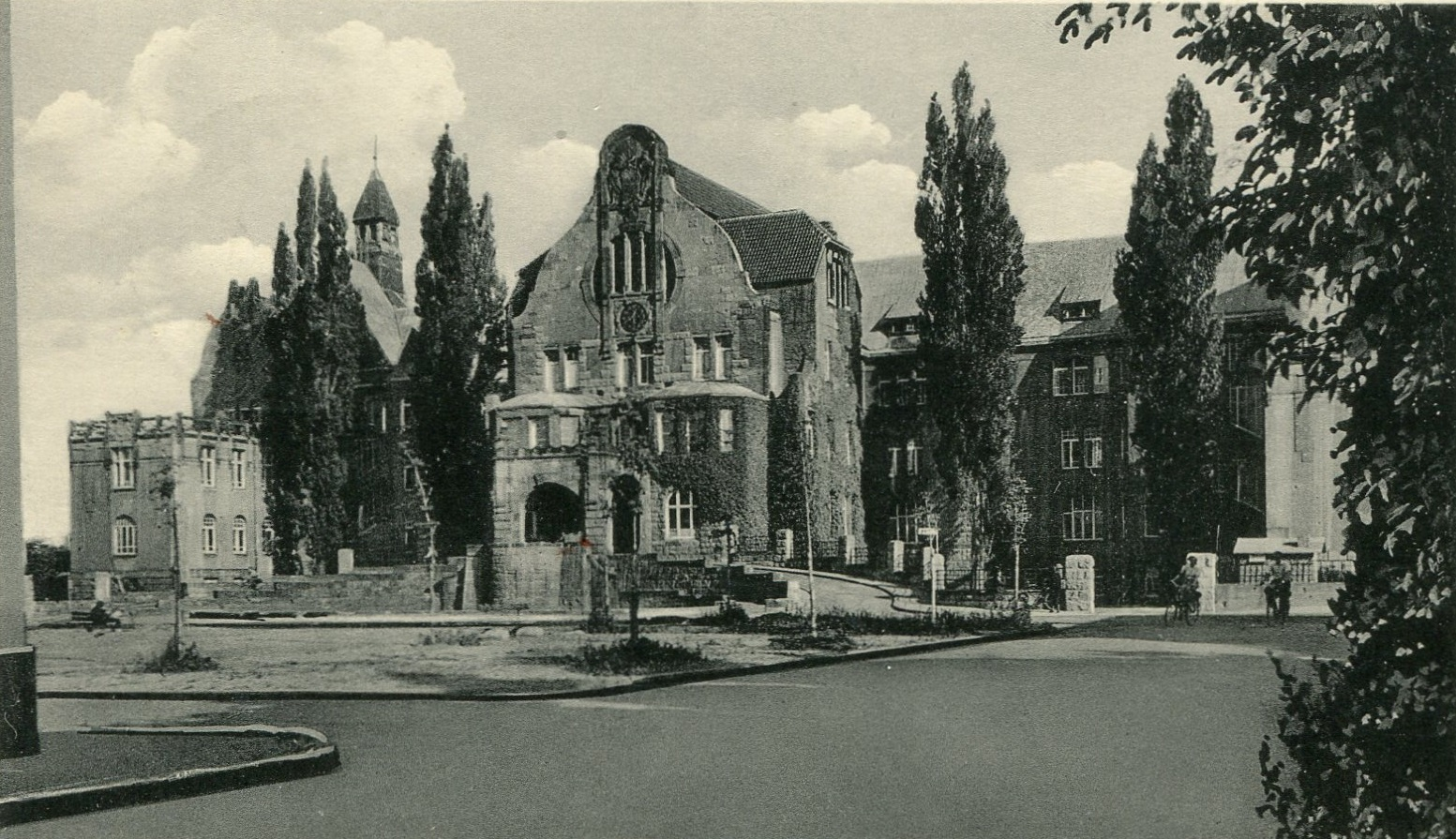
Altes Krankenhaus Düren (um 1910)

1417 erfolgte die erste Erwähnung eines Hospitals in Düren im Testament des Kölner Bürgermeisters Lambert van Duren, der diesem eine Mark Kölner Pagaments vermacht. Wahrscheinlich handelte es sich um das St. Agatha-Hospital, das nach den Abbildungen von Wenzel Hollar an der Ecke Weierstraße/Wilhelmstraße stand. Beim großen Stadtbrand 1543 wurde dieses Gebäude zerstört und der Magistrat wies ein Gebäude auf dem Gelände der heutigen Peschschule als neues „Gasthaus“ aus. Ab 1651 übernahm der Orden der Elisabethinnen aus Aachen die Krankenpflege im Auftrage der Stadt im Gasthaus. 1665 wurde das neue Gasthauskloster in der Weierstraße, 1864 das Maria-Hilf-Hospital, das ehemalige Franziskanerkloster neben der Marienkirche bezogen. Nach mehreren Jahren Planung wurde von 1904 bis 1909 in der Roonstraße das von Heinrich Dauer geplante neue städtische Krankenhaus gebaut (Einweihung 27. Oktober 1909, gleichzeitig mit dem Wasserturm), 1925 um ein Infektionshaus und 1936 um ein Wöchnerinnenheim erweitert.
Nach dem Zweiten Weltkrieg wurde am Krankenhaus immer wieder angebaut und es kamen weitere Fachabteilungen hinzu.
Am 19. Oktober 1970 erfolgte der erste Spatenstich für ein neues Krankenhaus direkt neben dem alten Gebäude, das 1976 bezogen werden konnte. Die Ordensschwestern waren bereits 1975 aus der Pflege ausgeschieden. Am 2. Januar 1977 wurde das alte Krankenhausgebäude abgerissen.
Am 1. März 2012 wurde die Sanierung des Westflügels abgeschlossen.
Im Park wurden zwei gleiche Ärztehäuser gebaut, und zwar Haus I für die Pathologie und Haus II als Tumorzentrum. Der erste Spatenstich erfolgte am 15. Mai 2014. Die Kosten beliefen sich auf 7,5 Millionen Euro. Die Einweihung erfolgte am 20. November 2015.
Am 10. April 2014 unterzeichneten der damalige Krankenhaus-Geschäftsführer Gereon Blum und Hartmut Krabs-Höhler, Vorsitzender des DRK-Landesverbands Nordrhein, eine bislang in Nordrhein-Westfalen einmalige Kooperationsvereinbarung. Erstmals richtete das DRK an einem Akutkrankenhaus eine Berufsfachschule für den Rettungsdienst ein.
Das Krankenhaus wurde durch den TÜV Rheinland im Akutschmerzdienst zertifiziert; 2015 wurde dem Darmkrebszentrum das OnkoZert-Gütesiegel verliehen.
Seit 9. Dezember 2024 sind Andreas Grbic und Tobias Holzschneider Geschäftsführer.

## Kliniken
- Orthopädie und Unfallchirurgie, Klinik für Orthopädie und Unfallchirurgie
- Wirbelsäulenchirurgie, ein durch die Deutsche Wirbelsäulengesellschaft (DWG) zertifiziertes Zentrum für Wirbelsäulenchirurgie[10]
- Chirurgie, Klinik für Allgemein-, Visceral-, Gefäß- und Thoraxchirurgie, Proktologie
- Frauenklinik, Klinik für Gynäkologie, Geburtshilfe
- Kardiologie, Klinik für Kardiologie, Angiologie, Pneumologie und Internistische Intensivmedizin
- Gastroenterologie, Klinik für Gastroenterologie, Hepatologie und Diabetologie
- Hämato-Onkologie, Klinik für Hämatologie und Internistische Onkologie, Palliativmedizin
- Urologie, Klinik für Urologie und Kinderurologie, Urologische Onkologie
- Radiologie, Klinik für Diagnostische und Interventionelle Radiologie
- Zentrale Notaufnahme
- Anästhesie, Klinik für Anästhesiologie, operative Intensivmedizin, Notfallmedizin und Schmerztherapie[11]
- Pathologie, Institut für Pathologie
- Strahlentherapie, Institut für Strahlentherapie

## Allgemeines
- Das Krankenhaus Düren ist akademisches Lehrkrankenhaus der RWTH Aachen und bildet Mediziner aus. Eine Krankenpflegeschule ist ebenfalls angegliedert.
- Seit Dezember 2010 hat das Krankenhaus einen eigenen Betriebskindergarten.
- In einer Studie der AOK Rheinland/Hamburg wurde festgestellt, dass das Krankenhaus bei Operationen für ein künstliches Kniegelenk als eines der wenigen Krankenhäuser im Rheinland überdurchschnittlich gut abschneidet.[12]
- Das Krankenhaus Düren ist als Endoprothetikzentrum der Maximalversorgung zertifiziert und belegt damit überdurchschnittliche Behandlungsqualität im Gelenkersatz.[13]
- Mitte Dezember 2011 erhielt das Krankenhaus Düren das Zertifikat als regionales Traumazentrum in der Euregio.[14]
- Aktuell (Juli 2025) ist Thomas Dienstknecht Ärztlicher Direktor.[15]
- In den nächsten Jahren soll das Krankenhaus für rund 90 Millionen Euro aus- und umgebaut werden.[16]
- Der Aufsichtsrat hat im Februar 2023 beschlossen, das Krankenhaus an die Artemed Klinikgruppe abzugeben.

## Finanzen
Im Dürener Krankenhaus wurden 2019 rund 20.000 Patienten stationär und etwa 55.000 Patienten ambulant behandelt. Der Umsatz betrug rund 95 Millionen Euro.

## Verkehrsanbindung
In direkter Nähe liegt die Bushaltestelle Städtisches Krankenhaus, die von Rurtalbus mit den AVV-Linien 203 und 207 sowie abends und am Wochenende von Stadtring A/B bedient wird.
| Linie | Verlauf |
| ----- | --- |
| 203   | Düren Kaiserplatz → Kreishaus → Städtisches Krankenhaus → Grüngürtel → Kreishaus (→ StadtCenter → Bahnhof/ZOB) → Kaiserplatz                                       |
| 207   | Düren Kaiserplatz – Städtisches Krankenhaus (← Merzenich Poolplatz) – Merzenich Rathaus                                                                            |
| A     | Düren Kaiserplatz → Odenthalstraße → Gneisenaustraße → Städt. Krankenhaus → Kaiserplatz (Stadtring) (Mo–Fr nur abends, Sa nur nachmittags)                         |
| B     | Düren Kaiserplatz → Gneisenaustraße → Städt. Krankenhaus → Grüngürtel → Bahnhof/ZOB → StadtCenter → Kaiserplatz (Stadtring) (Mo–Fr nur abends, Sa nur nachmittags) |